# Colomba da Rieti
Angelella Colomba Guadagnoli (Rieti, 2 febbraio 1467 – Perugia, 20 maggio 1501) è stata una monaca cristiana italiana, venerata dalla Chiesa cattolica con il nome di Beata Colomba da Rieti; nota anche come Beata Colomba da Perugia.

## Biografia
Si racconta che durante il suo battesimo una colomba si avvicinò al fonte battesimale, segno di predilezione divina, e per questo fu chiamata da allora Colomba.
Durante l'infanzia passava molto tempo a pregare, infliggendosi anche delle severe penitenze, ribellandosi alla volontà dei genitori che l'avevano promessa in sposa già all'età di 12 anni. Divenne terziaria domenicana la Domenica delle Palme del 1486 all'età di 19 anni, scontrandosi con l'opposizione della famiglia. Si allontanò da Rieti nel settembre del 1488 per avvicinarsi a Siena, la città di santa Caterina, suo modello spirituale di vita, ma dovette fermarsi a Perugia dove fondò un monastero domenicano che fu chiamato delle Colombe, dalle fanciulle nobili che fuggivano dalle famiglie per abbracciare la vita domenicana. Fu attiva anche nella vita politica perugina cercando di placare le lotte intestine che dividevano la città.
Colomba cadeva sovente in estasi, riusciva a dialogare con i magistrati e con i popolani, forniva veritieri consigli in vista di imminenti pericoli rivelando gli inganni celati, annunciava ai capitani militari il convincimento della vittoria. Fu ricevuta con rispetto dal papa Alessandro VI Borgia, in visita a Perugia, al quale predisse imminenti avversità nella sua famiglia; era consigliera ascoltata di Astorre I Baglioni e, soprattutto, di Atalanta, madre di Grifonetto, trucidato il 15 luglio 1500 in occasione delle cosiddette nozze rosse tra Astorre e Lavinia Colonna. Nel 1488 circa, appena arrivata a Perugia da Rieti, conobbe il giovanissimo Cesare Borgia, studente dell'ateneo.
Morì il 20 maggio 1501, all'età di 34 anni: il comune le tributò un solenne funerale, presenti i Baglioni e un'immensa folla. La salma sarà in seguito portata dal vecchio monastero di San Domenico, nell'attuale corso Cavour, in quello a lei dedicato, sito poco prima di porta Sant'Angelo che custodisce il Cristo portacroce attribuito allo Spagna.

## Culto e iconografia
È stata beatificata da papa Urbano VIII il 25 febbraio 1625.
Dal punto di vista iconografico la Beata Colomba è rappresentata in abiti domenicani. È frequentemente raffigurata con accanto una colomba. A volte il capo è cinto da una corona di rose. Può recare in mano un giglio e una croce. È dipinta nella Gloria e spesso in una delle sue frequenti visioni mistiche. Sue immagini si possono osservare in alcune chiese della provincia di Perugia, a Rieti e in pregevole quadro di Carlo Francesco Nuvolone in collezione privata a Lodi.